# Mimatimura subferruginea
Mimatimura subferruginea är en skalbaggsart som först beskrevs av J. Linsley Gressitt 1951.  Mimatimura subferruginea ingår i släktet Mimatimura och familjen långhorningar. Inga underarter finns listade i Catalogue of Life.